# جرم‌یابی در پایگاه داده
جرم‌یابی در پایگاه داده (انگلیسی: Database forensics) شاخه‌ای از جرم‌یابی قانونی دیجیتال است که به مطالعه قانونی پایگاه‌های داده و فراداده‌های مربوط به آن‌ها مربوط می‌شود.
این رشته شبیه به شاخه رایانه در علوم قانونی است که از روند عادی قانونی پیروی می‌کند و از تکنیک‌های تحقیقی برای محتویات پایگاه داده و ابرداده‌ها استفاده می‌کند. اطلاعات ذخیره‌شده در حافظه پنهان ممکن است در رم سرورهایی که به تکنیک‌های تحلیل نیاز دارند نیز وجود داشته باشد.
بررسی قانونی یک پایگاه داده ممکن است مربوط به زمان یا تاریخ را ثبت باشد که برای زمان به‌روزرسانی یک ردیف در جدول رابطه‌ای که از نظر اعتبار بررسی و آزمایش می‌شود، اعمال شود، تا اقدامات یک کاربر پایگاه داده تأیید شود. در روش دیگر ممکن است یک بررسی قانونی بر شناسایی تراکنش‌هایی در یک سیستم پایگاه داده یا برنامه‌ای متمرکز شود که شواهدی از تخلف، مانند کلاهبرداری را نشان می‌دهد.
ابزارهای نرم‌افزاری می‌توانند برای دستکاری و تجزیه و تحلیل داده‌ها استفاده شوند. این ابزارها قابلیت‌های ثبت حسابرسی ارائه می‌کنند، که اثبات مستندی از انجام وظایف یا تجزیه و تحلیل یک بازرس قانونی در پایگاه داده ارائه می‌کند.
همان‌طور که در اولین مقاله منتشرشده در مورد پایگاه داده در علوم قانونی نشان داده شده است، از سال ۲۰۰۸ بسیاری از ابزارهای نرم‌افزار پایگاه داده به اندازه کافی قابل اعتماد و دقیق نیستند که برای امور قانونی مورد استفاده قرار گیرند. اگرچه تعداد بیشتری در مورد نظر بود، با این حال تا سال ۲۰۰۸ تنها یک کتاب در این زمینه منتشر شده بود. کتاب دیگری در این زمینه با عنوان اس‌کیوال سرور در علوم قانونی نوشته کووی فاولر وجود دارد که مورد توجه قرار گرفته است.
مطالعه جرم‌یابی در پایگاه داده نیاز به دانش مورد استفاده برای رمزگذاری داده‌ها بر روی دیسک کامپیوتر دارد. مستنداتی از استانداردهای مورد استفاده برای رمزگذاری اطلاعات در شرکت‌های معروف دی‌بی مانند اس‌کیوال سرور و اوراکل اپکس آنالیتیکس به دامنه عمومی ارائه شده است.

## برای‌مطالعه‌بیشتر
- Farmer and Venema, 1999, http://www.porcupine.org/forensics/forensic-discovery/appendixB.html
- Sarbanes Oxley section 404 – enforce financial standards to limit chance of fraud. http://thecaq.aicpa.org/Resources/Sarbanes+Oxley/بایگانی‌شده++در+۲۰۰۷-۱۰-۱۳+توسط+Wayback+Machine
- HIPAA – Health and Portability Act https://web.archive.org/web/20051219200504/http://www.cms.hhs.gov/hipaa/
- Fair Credit Reporting Act (FCRA) http://www.gao.gov/new.items/d06674.pdf
- Oracle Forensics In a Nutshell, Paul M. Wright (مه ۲۰۰۷) http://www.oracleforensics.com/wordpress/wp-content/uploads/2007/03/OracleForensicsInANutshell.pdf
- Oracle Forensics, Paul Wright, Rampant Techpress, شابک ‎۰−۹۷۷۶۷۱۵−۲−۶, May 2008. http://www.rampant-books.com/book_2007_1_oracle_forensics.htm